# Агбеньадзи, Деннис Кофи
Деннис Кофи Агбеньадзи (Dennis Kofi Agbenyadzi, 9 октября 1964 года, Каджеби-Акан, Центральноафриканская Республика) — католический прелат, четвёртый епископ Берберати с 14 мая 2012 года. Член миссионерской организации «Общество африканских миссий».

## Биография
Родился в 1964 году в селении Каджеби-Акана в многодетной семье. Был одиннадцатым ребёнком. После окончания средней школы вступил в миссионерскую организацию «Общество африканских миссий». 29 июня 1996 года принёс монашеские обеты в «Обществе африканских миссий». Изучал богословие и философию в семинарии святого Петра в Гане (1989—1991). Продолжил своё образование в Бенине. После получения богословского образования 12 июля 1997 года был рукоположён в священники. Занимался миссионерской деятельностью среди пигмеев. В 2005 году был назначен региональным настоятелем «Общества африканских миссий» в Банги.
14 мая 2012 года Римский папа Бенедикт XVI назначил его епископом Бергерати. 22 июля 2012 состоялось его рукоположение в епископы, которое совершил кардинал-дьякон Ностра-Синьора-ди-Коромото-ин-Сан-Джованни-ди-Дио Фернандо Филони в сослужении с апостольским нунцием в Центральноафриканской Республики и титулярным епископом Новики Иудой Фаддем Около и епископом Бамбари Эдуаром Мато.